# Badacsonytomaj
Badacsonytomaj é uma cidade da Hungria, situada no condado de Veszprém. Tem 32,71 km² de área e sua população em 2019 foi estimada em 2.150 habitantes.